# Aleksiej Bakszejew
Aleksiej Prokłowicz Bakszejew (ros. Алексей Проклович Бакшеев; ur. 18?/30 marca 1873 w stanicy Titowskaja w okręgu zabajkalskim, zm. 30 sierpnia 1946 w Moskwie) – rosyjski generał major, emigracyjny działacz polityczny, dowódca Zachingańskiego Korpusu Kozackiego w służbie japońskiej.

## Życiorys
Służył w stopniu esauła w 1 czytyjskim pułku kawalerii Kozaków zabajkalskich. Brał udział w I wojnie światowej. Był odznaczony Orderem św. Jerzego IV klasy. W 1917 został członkiem wojskowego zarządu Kozaków zabajkalskich. W 1918 wstąpił do wojsk atamana gen. Grigorija Siemionowa, walczących przeciwko bolszewikom na Dalekim Wschodzie. 20 września 1918 objął dowództwo 1 brygady kawalerii Kozaków zabajkalskich. Od 13 lutego 1919 w stopniu generała majora pełnił funkcję naczelnika 1 rejonu wojskowego Kozaków zabajkalskich. 16 czerwca tego roku został zastępcą atamana Siemionowa. Jednocześnie stanął na czele zarządu wojskowego Kozaków zabajkalskich.

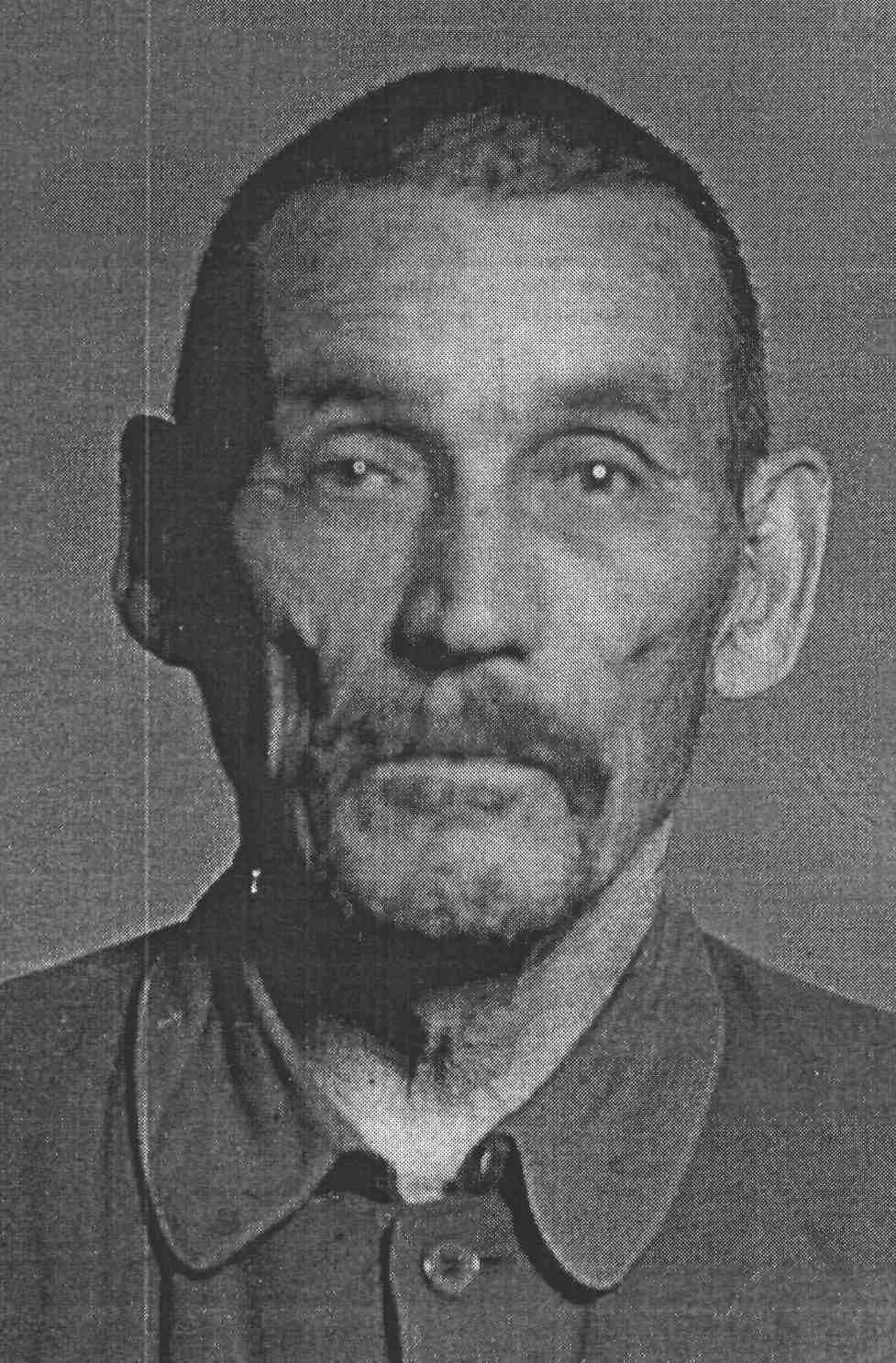
Bakszejew po aresztowaniu przez Smiersz

Po klęsce wojsk „białych” wyemigrował w 1922 do Chin. Zamieszkał w Mandżurii. Był atamanem wojskowym Kozaków zabajkalskich. Współtworzył Związek Kozaków na Dalekim Wschodzie. Od 1934 był zastępcą przewodniczącego, zaś w latach 1935–1938 przewodniczącym Biura do spraw Rosyjskich Emigrantów w Mandżurii. W 1938 został przewodniczącym jego zachingańskiego oddziału w Hailarze. 20 grudnia 1940 stanął na czele Związku Kozaków na Dalekim Wschodzie. W 1941 na polecenie Japończyków sformował Zachingański Korpus Kozacki, wchodzący w skład japońskiej Armii Kwantuńskiej. Po upadku Mandżukuo w sierpniu 1945 został aresztowany przez funkcjonariuszy Smiersz i przewieziony do ZSRR. 30 sierpnia 1946 w procesie „siemionowców” został skazany na karę śmierci, tego samego dnia wykonaną przez rozstrzelanie.
W 1998 roku Sąd Najwyższy Federacji Rosyjskiej zdecydował o utrzymaniu wyroku w mocy, a oskarżonych uznał za niepodlegających rehabilitacji.